# Список нагород та номінацій отриманих Пак Сін Хє
Це список нагород і номінацій отриманих південнокорейською співачкою та актрисою Пак Сін Хє.

## Нагороди та номінації
| Рік  | Нагорода                                           | Категорія                                                | Номінована за роботою  | Результат | Прим.  |
| ---- | -------------------------------------------------- | -------------------------------------------------------- | ---------------------- | --------- | ------ |
| 2003 | SBS Drama Awards                                   | Best Young Actress                                       | Сходи до небес         | Перемога  |        |
| 2007 | MBC Entertainment Awards                           | Best Newcomer in a Variety Show                          | Фантастичний партнер   | Перемога  |        |
| 2007 | MBC Drama Awards                                   | Best New Actress                                         | Ккакдуґі               | Номінація |        |
| 2008 | 44-та Премія мистецтв Пексан                       | Найкращий акторський дебют (жінки) (ТБ)                  | Ккакдуґі               | Номінація |        |
| 2009 | SBS Drama Awards                                   | Excellence Award, Actress in a Drama Special             | Ти прекрасний!         | Номінація |        |
| 2009 | SBS Drama Awards                                   | New Star Award                                           | Ти прекрасний!         | Перемога  | [ 1 ]  |
| 2009 | SBS Drama Awards                                   | Нагорода «Найкраща пара» (з Чан Гин Соком)               | Ти прекрасний!         | Номінація |        |
| 2010 | 8-ма Korean Film Awards                            | Best Supporting Actress                                  | Агентство Сірано       | Номінація |        |
| 2011 | 47-ма Премія мистецтв Пексан                       | Премія за популярність (жінки) (Фільм)                   | Агентство Сірано       | Перемога  | [ 2 ]  |
| 2011 | 1-ша LeTV Movie and Drama Awards                   | Popular Asian Star                                       | Н/Д                    | Перемога  | [ 3 ]  |
| 2011 | 5-та Mnet 20's Choice Awards                       | Hot Campus Goddess                                       | Н/Д                    | Номінація |        |
| 2012 | 48-ма Премія мистецтв Пексан                       | Премія за популярність (жінки) (ТБ)                      | Струни душі            | Перемога  | [ 4 ]  |
| 2012 | 25-та Премія KBS драма                             | Краща акторка одноактної / спеціальної / короткої драми  | Не хвилюйся, я привид  | Перемога  | [ 5 ]  |
| 2013 | 6-та Style Icon Awards                             | The Natural-Born Beauty                                  | Н/Д                    | Номінація |        |
| 2013 | 7-ма Mnet 20's Choice Awards                       | 20's Movie Star                                          | Диво в камері № 7      | Номінація |        |
| 2013 | 49-та Премія мистецтв Пексан                       | Найкращий актриса другого плану (Фільм)                  | Диво в камері № 7      | Номінація |        |
| 2013 | 49-та Премія мистецтв Пексан                       | Премія за популярність (жінки) (Фільм)                   | Диво в камері № 7      | Перемога  | [ 6 ]  |
| 2013 | 17-та Puchon International Fantastic Film Festival | Fantasia Award                                           | Диво в камері № 7      | Перемога  | [ 7 ]  |
| 2013 | 33-тя Korean Association of Film Critics Awards    | Best Supporting Actress                                  | Диво в камері № 7      | Перемога  | [ 8 ]  |
| 2013 | 2-га APAN Star Awards                              | Acting Award                                             | Сусіди квіткові хлопці | Номінація |        |
| 2013 | Anhui TV Drama Awards (КНР)                        | Popular Foreign Actress                                  | Спадкоємці             | Перемога  | [ 9 ]  |
| 2013 | SBS Drama Awards                                   | Excellence Award, Actress in Drama Special               | Спадкоємці             | Перемога  | [ 10 ] |
| 2013 | SBS Drama Awards                                   | Popularity Award                                         | Спадкоємці             | Номінація | [ 10 ] |
| 2013 | SBS Drama Awards                                   | Top 10 Stars                                             | Спадкоємці             | Перемога  | [ 10 ] |
| 2013 | SBS Drama Awards                                   | Нагорода «Найкраща пара» (з Лі Мін Хо)                   | Спадкоємці             | Перемога  | [ 10 ] |
| 2014 | K-Star Magazine Star Awards Ceremony               | Popularity Award                                         | Спадкоємці             | Перемога  |        |
| 2014 | 50-та Премія мистецтв Пексан                       | Премія за популярність (жінки) (ТБ)                      | Спадкоємці             | Перемога  | [ 11 ] |
| 2014 | 3-тя Asia Rainbow TV Awards                        | Outstanding Leading Actress                              | Спадкоємці             | Перемога  | [ 12 ] |
| 2014 | 9-та Seoul International Drama Awards              | Outstanding Korean Actress                               | Спадкоємці             | Номінація |        |
| 2014 | 9-та Seoul International Drama Awards              | People's Choice Actress                                  | Спадкоємці             | Номінація |        |
| 2014 | 7-ма Style Icon Awards                             | Top 10 Style Icons                                       | Н/Д                    | Номінація |        |
| 2014 | 16-та Seoul International Youth Film Festival      | Best Young Actress                                       | Спадкоємці             | Номінація |        |
| 2014 | 3-тя APAN Star Awards                              | Excellence Award, Actress in a Miniseries                | Спадкоємці             | Перемога  | [ 13 ] |
| 2014 | SBS Drama Awards                                   | Top Excellence Award, Actress in a Drama Special         | Піноккіо               | Перемога  | [ 14 ] |
| 2014 | SBS Drama Awards                                   | Top 10 Stars                                             | Піноккіо               | Перемога  | [ 14 ] |
| 2014 | SBS Drama Awards                                   | Нагорода «Найкраща пара» (з Лі Чон Соком)                | Піноккіо               | Перемога  | [ 15 ] |
| 2015 | 51-ша Премія мистецтв Пексан                       | Найкраща жіноча роль (ТБ)                                | Піноккіо               | Номінація |        |
| 2015 | 51-ша Премія мистецтв Пексан                       | Премія за популярність (жінки) (Фільм)                   | Королівський кравець   | Перемога  | [ 16 ] |
| 2015 | 51-ша Премія мистецтв Пексан                       | iQiyi Star Award                                         | Н/Д                    | Перемога  | [ 16 ] |
| 2015 | 8-ма Korea Drama Awards                            | Top Excellence Award, Actress                            | Піноккіо               | Номінація |        |
| 2015 | 6-та Korean Popular Culture & Arts Awards          | Prime Minister's Award                                   | Н/Д                    | Перемога  | [ 17 ] |
| 2015 | 4-та APAN Star Awards                              | Top Excellence Award, Actress in a Miniseries            | Піноккіо               | Номінація |        |
| 2016 | 9-та Busan International Advertising Festival      | Best Korean spokesmodel in China                         | Н/Д                    | Перемога  |        |
| 2016 | tvN10 Awards                                       | Romantic-Comedy Queen                                    | Сусіди квіткові хлопці | Номінація |        |
| 2016 | 5-та APAN Star Awards                              | Top Excellence Award, Actress in a Miniseries            | Доктори                | Номінація |        |
| 2016 | 5-та APAN Star Awards                              | Нагорода «Найкраща пара» (з Кім Ре Воном)                | Доктори                | Номінація |        |
| 2016 | 9-та Korea Drama Awards                            | Top Excellence Award, Actress                            | Доктори                | Номінація |        |
| 2016 | 1-ша Asia Artists Awards                           | Best Artist Award, Actress                               | Доктори                | Перемога  | [ 18 ] |
| 2016 | SBS Drama Awards                                   | Grand Prize (Тесан)                                      | Доктори                | Номінація | [ 19 ] |
| 2016 | SBS Drama Awards                                   | Top Excellence Award, Actress in a Fantasy & Genre Drama | Доктори                | Перемога  | [ 19 ] |
| 2016 | SBS Drama Awards                                   | Найкраща пара (з Кім Ре Воном)                           | Доктори                | Номінація | [ 19 ] |
| 2016 | SBS Drama Awards                                   | Top 10 Stars Award                                       | Доктори                | Перемога  | [ 19 ] |
| 2016 | SBS Drama Awards                                   | K-Wave Star Award                                        | Доктори                | Номінація | [ 19 ] |
| 2017 | 53-тя Премія мистецтв Пексан                       | Найкраща жіноча роль (ТБ)                                | Доктори                | Номінація | [ 20 ] |
| 2017 | 2-га Asia Artist Awards                            | Asia Icon                                                | Н/Д                    | Перемога  | [ 21 ] |